# 剣嵐の大地
『剣嵐の大地』（けんらんのだいち、A Storm of Swords）は、ジョージ・R・R・マーティン著のファンタジー小説シリーズである『氷と炎の歌』の第3部である。2001年のローカス賞 ファンタジイ長篇部門を受賞している。
なお、第4部と第5部は、第3部の後に並行して起きた出来事を、登場人物や場所で分けて書かれたものである。
本書の前半は、HBOのテレビ・シリーズ『ゲーム・オブ・スローンズ』の第三シーズンの原作となり、後半は第四シーズンの原作となった。

## あらすじへの手引き
『氷と炎の歌』シリーズは、中世ヨーロッパを思い起こさせるが、魔法が実在し、ひとつの季節が何年も続く架空の世界を舞台とし、混乱の中にある王国の玉座を巡る争いを追いかける。物語には三つの筋がある。ウェスタロス大陸における〈鉄の玉座〉を巡っての内戦、ウェスタロス北部の〈壁〉における極北からの侵略との戦い、そして東の大陸エッソスにおける、ターガリエン家の〈鉄の玉座〉復帰を目指す探求である。

## あらすじ
本シリーズの第1部から第3部(本作)には岡部宏之による旧版と、酒井昭伸による新訳語を用いた改訂新版が存在し、両版の間では多くの名称の日本語訳が変更されているため、以下においては新訳語を用い、最初に使用された箇所では括弧内に旧訳語を示す。
『剣嵐の大地』は、第2部『王狼たちの戦旗』の最後から時間を若干さかのぼって始まる。七王国はいまだに〈五王の戦い〉のさなかにあり、レンリー・バラシオンは死んだが、ロブ・スターク、ベイロン(バロン)・グレイジョイ、ジョフリー・バラシオン、そしてスタニス(スタンニス)・バラシオンが戦い続ける。スタニスはキングズランディングを攻めたが、ジョフリーを支持するラニスター家とタイレル家(タィレル)家の同盟の前に敗れ去っている。マーテル家もラニスター家を支持することを約してはいたが、いまだ戦場には現れていない。一方で、マンス・レイダーの下で〈野人〉(〈野性人〉)の大軍が〈壁〉に向かって進攻し、ごくわずかな〈冥夜の守人〉(〈夜警団〉)が〈壁〉を守るだけである。そしてはるか東方では、デナーリス(デーナリス)・ターガリエンがペントスに向かっている。
本作はAL(上陸後)299の年の最後の月に始まり、AL300の年の出来事を追う。

### 七王国において

#### 北部/リヴァーランドにおいて
リヴァーランにおいて、キャトリン(ケイトリン)・スタークは、捕虜となっていたジェイミー(ジェイム)・ラニスターに、釈放する代わりに娘たちを解放する取引をもちかける。ジェイミーは同意し、ブライエニー(ブリエンヌ)とクレオス・フレイに付き添われて南に向かう。ジェイミーとブライエニーは、現在はルース・ボルトンに雇われている、〈勇武党〉(〈勇敢組〉)として知られる傭兵たちに待ち伏せを受け、ハレンの巨城(ハレンホール)に連行される。傭兵隊長のヴァーゴ・ホウトはジェイミーの右手を切り落とし、ジェイミーはキングズランディングに送られる。捕虜として無価値なブライエニーは傭兵たちの慰み者として残されるが、ジェイミーが戻って来て救い出す。
ロブの軍は西部でラニスター家の軍を打ち破った後、リヴァーランに戻る。ロブはフレイ家の娘との婚約を反故にして、ラニスター家の旗主の娘であるジェイン・ウェスタリングを妻として連れ帰る。ロブの軍勢はタイレル家の旗主(旗手)ランディル・ターリー公とサー・グレガー・クレゲインに挟まれて不利な状況にあり、グレイジョイ家は北部のロブの領土を手中に収める。ジェイミーの解放に怒ったリカード・カースターク公は捕虜のラニスター家の少年を殺し、ロブはこれを咎めてカースターク公を斬首に処す。その結果、カースターク家の大軍はロブのもとを離れる。追い込まれたロブは北部に戻るため、グレイジョイ家から要塞ケイリン(モウト・ケイリン)を取り戻す計画を練るが、怒らせてしまったフレイ家の軍勢を必要とする。リヴァーランの領主ホスター・タリー公が死去し、キャトリンの弟エドミュアが後を継ぐ。
アリア・スタークの仲間は、ベリック・ドンダリオン公と赤い司祭(紅い祭司) ミアのソロスに率いられた、〈旗標なき兄弟団〉(〈旗印のない結社〉)に出会う。〈旗標なき兄弟団〉は、もともとはラニスター家の侵略と戦うために送られ、今は戦に踏みにじられたリヴァーランドの平民たちを守ろうとする集団である。〈旗標なき兄弟団〉はサンダー・クレゲインを捕える。サンダーは決闘裁判の機会を与えられ、ベリックを殺すが、ソロスは神ル=ロール(ルラー)の力を呼び起こしてベリックを蘇らせる。アリアは逃げだすが、待ち伏せていたサンダー・クレゲインに捕まる。クレゲインはアリアを家族に送り届けて身代金を得ることにし、双子城に向かう。
ロブの軍勢は双子城に近づく。エドミュアがフレイ家の娘と、そしてアリアがフレイ家の孫と結婚するという条件で、フレイ家はロブの婚約破棄を許すことに同意する。婚儀の最中、エドミュアが床入りの儀式に向かった後、楽師を装ったフレイ兵たちが弩でスターク家側の出席者に矢を放ち、スターク家の旗主のボルトン家はフレイ家と謀り、北部人たちを殺戮する。キャトリンは喉を切り裂かれて裸で川に投げ込まれる。ロブはルース・ボルトンに刺殺された後に首をはねられ、その胴体には射殺されたロブの大狼グレイウィンドの頭が縫いつけられる。多くの北部人が殺されるか囚われとなる。
〈釁られた婚儀〉(〈血染めの婚儀〉)として知られるこの惨劇が起きていたころ、アリアとサンダーは双子城に着き、凶事を知る。サンダーは危険を感じ、城に入ろうとするアリアを殴って気を失わせ川下に運ぶ。夢の中でアリアは長く離れ離れとなっている大狼ナイメリアになって、水に浮かぶ女の骸を見つけ、キャトリンが死んだとサンダーに告げる。アリアとサンダーは、サンダーの兄グレガー・クレゲインの家来たちに出くわし、サンダーは傷を負う。傷は化膿し、アリアはサンダーを置き去りにして立ち去る。アリアは自由都市ブレーヴォス(ブラーボス)から来た船を見つけ、ジャクェン・フ=ガー(ジャケン・フガー)からもらったコインを差し出し、教えられた言葉を話す。船長はアリアの乗船を承諾し、ブレーヴォスに向けて船は出港する。

#### 南部/キングズランディングにおいて
〈ブラックウォーターの戦い〉の後、ダヴォス・シーワースは岩だらけの小島に打ち上げられている。ダヴォスはスタニス・バラシオンの家来に発見されてドラゴンストーンに連れて行かれる。ダヴォスは、スタニスの敗北をル=ロールの女祭司メリサンドルのせいだと主張するが、反逆の罪で牢に入れられる。メリサンドルは、ダヴォスに向かい、王に対して真実を語ることだけを願う。スタニスはダヴォスを開放し、〈王の手〉とする。メリサンドルは城を守護する大彫像が石のドラゴンだと考え、目覚めさせるための血の儀式を行おうとし、ロバート前王の私生児エドリック・ストームを炎の犠牲に捧げることをスタニスに承知させる。だがダヴォスは密かにエドリックを逃がす。スタニスは反逆の罪でダヴォスを処刑しようとするが、ダヴォスは援軍を請う〈壁〉からの手紙を見せる。
キングズランディングはタイレル家を歓迎する。ジョフリー王はサンサ・スタークとの婚約を解消し、マージェリー・タイレルと結婚することになる。サンサはティリオン・ラニスターに嫁がされる。ティリオンはサンサを優しく扱い、彼女の意思に反しては床入りしようとしない。タイウィン・ラニスターは〈王の手〉となる。ロブ・スタークとベイロン・グレイジョイの死の知らせがキングズランディングに届く。マージェリーとジョフリーの婚礼が行われるが、ジョフリーは突然息をつまらせ死んでしまう。サーセイ摂政太后(摂政女王)は弟ティリオンを犯人として告発し裁判にかける。サンサは密かに城から運び出され、ピーター・ベイリッシュ(リトルフィンガー)の前に連れて行かれる。リトルフィンガーはジョフリー暗殺の裏にいることをサンサに認め、ライサ・アリン (リサ・アリン) と結婚するため、サンサと共に高巣城(アイリー)に向かう。
ジェイミー・ラニスターとブライエニーはキングズランディングに着き、プリンス・トメン(トンメン)が玉座を継ぐことになったことを知る。ティリオンはジョフリー殺しの罪で裁判にかけられており、タイレル家はブライエニーをレンリー・バラシオン殺しで告発する。ジェイミーは〈王の盾〉(近衛騎士団)の総帥(司令官)に復帰するが、ラニスター家の本拠キャスタリーロックの世継ぎになれと言う父の申し出を断る。ジェイミーは、ティリオンがジョフリーを殺したと言うサーセイの主張を否定し、サーセイの誘惑を退ける。
サーセイが諜報機関の頭ヴァリス(ヴェリース)やティリオンの馴染みの売春婦シェイなど多くの証人を買収したため、ティリオンはもはや破滅したように見える。だが〈赤い毒蛇〉オベリン・マーテル公が、サーセイの擁護者であるサー・グレガー・クレゲインと決闘裁判で代理闘士となることを申し出る。決闘でオベリンは勝利寸前まで行くが、瀕死のグレガーに殺される。ティリオンは死刑判決を受けるが、ジェイミーとヴァリスに助けられて地下牢を脱出する。ジェイミーは、ティリオンが愛した最初の妻が、父タイウィンの言うような売春婦ではなかったことを告白する。ティリオンは父に騙されて妻を捨てたことを許せず、復讐を誓う。タイウィンの部屋に入り込み、シェイを見つけて殺し、そして便器に座るタイウィンを見つける。父親に嘲られ、ティリオンは父親の腸を貫く矢を放ち、立ち去る。
ジェイミーはブライエニーを開放し、エダード・スタークのヴァリリア鋼の剣から鍛えなおした剣を与える。そしてキャトリンへの誓いを守り、アリアとサンサを見つけて家に連れ帰るようにと言う。かつて、誓いを破りエイリス(エリス)王を殺したのは、エイリスが王都を燃やし尽くそうとしたからだとブライエニーに語る。無実の者たちを救うために、最も不名誉な行動をとったと語る。
サンサは高巣城に着き、次第に精神を病んでいく叔母ライサを恐れながら暮らす。ライサがサンサを殺そうとしたところにリトルフィンガーが割って入り、ライサを〈月の扉〉から突き落として殺す。サンサは、リトルフィンガーがライサをそそのかして夫ジョン・アリンを毒殺させ、ラニスター家のせいにしていたことを知る。

### 〈壁〉において
〈冥夜の守人〉の分隊は〈二本指のクォリン〉(〈クォリン・ハーフハンド〉)とジョン・スノウからの知らせを待っている。〈亡者〉の攻撃に遭うがなんとか撤退する。サムウェル・ターリーはドラゴングラスとも呼ばれる黒曜石の奇妙な剣で〈異形〉を殺す。〈冥夜の守人〉に反乱が起き総帥 ジオー・モーモントが殺される。サムはクラスターの娘であり妻であったジリに助けられて脱出し、〈壁〉に向かって南へと向かう。二人はヘラジカに乗る不思議な人物〈冷たい手〉によって助けられる。
ブラン・スターク、ジョジェン・リード、ミーラ(メーラ)・リードは、 ウィンターフェルの廃墟を逃げ出し、ブランの見る奇妙な〈三つ目の鴉〉の夢に導かれる。一行は〈壁〉に着き、サムウェル・ターリーとジリに出会う。〈冷たい手〉はブランの一行を〈壁〉の北に連れて行く。サムはブランが生存していることを秘密にすると約束し、〈黒の城〉に戻る。
ジョン・スノウはマンス・レイダーの前に連行され、転向したことを納得させる。〈異形〉が〈野人〉を追いたてて〈壁〉に南進させていることを知る。マンスは、〈壁〉を破壊すると言われている伝説の〈冬の角笛〉を探しているが、いまだ発見していない。ジョンは〈野人〉のイグリットと恋仲になるが、〈野人〉から逃げ出して〈黒の城〉にたどり着く。〈野人〉の四万人を超える軍勢は〈黒の城〉に着き、攻撃を始める。ジョンは劣勢な防衛陣を率いて粘り強く戦うが敗北は避けられないように思える。ジョンはジャノス・スリントに逮捕され、レイダーを暗殺するよう送りだされる。そこに、〈壁〉からの援軍の要請を受け取ったスタニス・バラシオンの軍勢が到着し、レイダーは捕えられる。メリサンドルは、〈野人〉の侵略が、ル=ロールの宿敵である〈異形〉が再び襲ってくる前触れであると信じている。スタニスはジョンを嫡出子としてウィンターフェルの領主にしようとするが、サムウェル・ターリーの巧みな工作によって、ジョンは〈冥夜の守人〉の総帥に選ばれる。

### 東方において
ペントスに向かう海上で、デナーリス・ターガリエンは奴隷兵士の大軍団を買うため、奴隷商人湾に進路を変える。デナーリスはアスタポア(アスタポール)の恐るべき宦官の戦士である〈穢れなき軍団〉(〈無垢軍団〉)と引き換えに、愛するドラゴンの一体を奴隷商人に引き渡す。だが引き渡しの直後、ドラゴンは奴隷商人たちを焼き殺し、デナーリスは〈穢れなき軍団〉を率いて都市を略奪し、全奴隷を解放する。ドスラク人とドラゴンと〈穢れなき軍団〉からなる軍勢は、次の奴隷都市ユンカイに進攻する。傭兵隊長ダーリオ・ナハーリスは寝返り、ユンカイは陥落する。奴隷商人は殺され、生存者はデナーリスの軍勢に加わる。しかし次に侵攻したミーリーン(ミイリーン)の支配者たちは殺した奴隷の子供たちで道を飾ってデナーリスを挑発し、降伏しようとしない。デナーリスは無為に都市を包囲する。
デナーリスはキャンプの中に不実の人物が二人いることを知る。サー・ジョラー・モーモントはロバート・バラシオンのスパイであったことを隠している。アースタン・ホワイトベアードは、かつてロバート王に仕えたがジョフリー王に解任された、〈王の盾〉の総帥バリスタン・セルミーである。デナーリスは二人に償いの機会を与え、下水から忍び込んで開門させてミーリーンを陥落させる。セルミーは赦免され〈女王の盾〉の総帥となる。だがジョラーは悔い改めようとせず、追放される。デナーリスはミーリーンにとどまり、ウェスタロスの女王となる前に、この地で統治を学ぼうと決断する。

## 視点人物
物語は10人の主要な登場人物に加えて、プロローグでの一人、そしてエピローグでの一人の目を通して語られる。各章には視点人物の名がつけられている。
- プロローグ：チェット、〈冥夜の守人〉の〈誓約の兄弟〉(ブラザー)であり、犬番
- サー・ジェイミー・ラニスター、タイウィン・ラニスターの長男、サーセイの双子の弟、ティリオンの兄、リヴァーランにおいてロブ王の捕虜となる
- ジョン・スノウ、エダード・スタークの私生児、〈冥夜の守人〉の〈誓約の兄弟〉
- レディ・キャトリン・スターク、タリー家出身、エダード・スタークの未亡人
- ティリオン・ラニスター、タイウィン・ラニスターの末の息子、小人、サー・ジェイミー・ラニスターとサーセイの弟
- プリンセス・サンサ・スターク、エダード・スタークとキャトリン・スタークの長女、キングズランディングの〈鉄の玉座〉の王に囚われている
- プリンセス・アリア・スターク、エダード・スタークとキャトリン・スタークの末の娘、行方不明で死亡したと思われている
- プリンス・ブラン・スターク、エダード・スタークとキャトリン・スタークの息子、ウィンターフェルのプリンス、北の王国の世継ぎ、死亡したと思われている
- サムウェル・ターリー、ターリー公の肥満した臆病な息子、〈冥夜の守人〉の〈誓約の兄弟〉、かつてのホーン・ヒルの世継ぎ
- サー・ダヴォス・シーワース、〈玉葱の騎士〉、かつて密輸業者だったがスタニス・バラシオン王に仕える騎士となっている
- デナーリス・ターガリエン女王、ストームボーン、ターガリエン王朝の一員
- エピローグ：メレット・フレイ、数多いフレイ家の一員

## 日本語版

### 改訂新版
- 『剣嵐の大地』　改訂新版（ハヤカワ文庫版 全3巻） 岡部宏之訳、早川書房 (用語・固有名詞を酒井訳に改めたもの) 2012年10月24日刊行
  - （上巻）ISBN 4150118760、ISBN 978-4150118761
  - （中巻）ISBN 4150118779、ISBN 978-4150118778
  - （下巻）ISBN 4150118787、ISBN 978-4150118785
- 『剣嵐の大地』　改訂新版（Kindle版 全3巻） 岡部宏之訳、早川書房 (用語・固有名詞を酒井訳に改めたもの) 2012年12月21日刊行
  - （上巻）
  - （中巻）
  - （下巻）

### 旧版（絶版)
- 『剣嵐の大地』（全3巻） 岡部宏之訳、早川書房
  - （第一巻） ISBN 4152087722 、ISBN 978-4152087720、2006年刊行
  - （第二巻） ISBN 415208782X 、ISBN 978-4152087829、2006年刊行
  - （第三巻） ISBN 4152087889 、ISBN 978-4152087881、2007年刊行

## ドラマ
本作を原作として、HBOのドラマ・シリーズとして『ゲーム・オブ・スローンズ』の第3シーズン（『戦乱の嵐-前篇-』）および第4シーズン（『戦乱の嵐-後篇-』）が製作され、それぞれ2013年および2014年にアメリカ合衆国で放送された。日本では両シーズンとも2014年に放送された。原作と比べてドラマには主に次のような差異がある。

### 第3シーズン
- ジェイン・ウェスタリングは登場せず、タリサがロブの子を身ごもりながら〈釁られた婚儀〉で殺される。
- ヴァーゴ・ホウトは登場せず、ジェイミー・ラニスターとブライエニーはルース・ボルトンの家臣ロックに捕えられる。
- ジェイミーとブライエニーがキングズランディングに戻った時点ではジョフリーはまだ健在である。
- シオン・グレイジョイが、ラムジー・スノウによって去勢される。
- メリサンドルは、エドリック・ストームではなく、〈旗標なき兄弟団〉から身柄を買ったジェンドリーの血を儀式に用いてスタニスの敵に呪いをかける。

### 第4シーズン
- ヴァーゴ・ホウトの代わりに登場するボルトン家家臣のロックがスターク家の血筋を殺すために〈壁〉に来る。
- ブラン一行が〈クラスターの砦〉を占拠する〈冥夜の守人〉の反乱者たちに捕えられ、ジョンの一行と戦う間に逃げ出す。
- スタニス・バラシオンとダヴォス・シーワースがブレーヴォスを訪ね、〈鉄の銀行〉から軍資金の融資を受ける。
- ヤーラ・グレイジョイがシオンを救うためにドレッドフォートを襲撃する。
- ジョジェン・リードが〈亡者〉たちと戦って死ぬ。〈冷たい手〉に相当する人物は第6シーズンに登場する。
- アリンの谷間でアリア・スタークと”ハウンド”サンダー・クレゲインが、ブライエニーとポドリック・ペインに遭遇し、ハウンドはブライエニーと戦って敗れる。